# جراح‌ماهی دوخط
جراح ماهی دوخط (نام علمی: Acanthurus tennentii)نام یک گونه از سرده جراح‌ماهی است. جراح ماهی دوخط جزو طبقهٔ ماهیان آب‌شور و پرتوبالگان است که در مناطق گرمسیری و نیمه‌گرمسیری هند و اقیانوسیه یافت می‌شود. طول این ماهی در حدود ۳۱ سانتیمتر (۱۲ اینچ) می‌باشد. این ماهی گاهی به واسطهٔ صید انبوه یا برای استفاده‌های تجاری و تزیینی مثل آکواریوم‌ها گرفتار می‌گردد. بزرگترین تهدید این‌گونه تخریب صخره‌ها و آب‌سنگ‌های مرجانی است که زیستگاه عمده‌اش را شکل می‌دهند. هر چند، در چندین منطقهٔ حفاظت‌شدهٔ دریایی به وفور یافت می‌شود. اتحادیه بین‌المللی حفاظت از طبیعت، جراح‌ماهی دوخط را در ردیف گونه‌های دارای کمترین نگرانی طبقه‌بندی نموده‌است.

## توصیف
ظاهر این ماهی به شکل بیضی است و حداکثر طول آن ۳۱ سانتیمتر (۱۲ اینچ) است. هر چند طول معمولی آنها غالباً در حدود ۲۵ سانتیمتر (۱۰ اینچ) است. رنگ این ماهی متغیر و دارای رنگی از طیف نارنجی، پوست زیتونی یا خاکستری است اما می‌تواند یک لایهٔ محو قهوه‌ای را با نورهای متغیر و مختلط قرمز و بنفش در هنگام استرس روشن نماید. بالهٔ عقب این ماهی هلالی شکل است. این باله همزمان با افزایش سن ماهی رشد کرده و کشیده‌تر می‌شود. بالهٔ انتهایی دارای حاشیه‌هایی به رنگ آبی یا آبی ملایم است. این گونه از ماهی‌ها به‌طور گسترده در مناطق گرمسیری و نیمه‌گرمسیری هند و اقیانوسیه وجود دارند که دامنهٔ پراکنش آنها از شرق آفریقا و ماداگاسکار تا جنوب هند و سریلانکا، مالزی، تایلند و اندونزی امتداد دارد. محل اجتماع آنها معمولاً در میان صخره‌ها، دامنهٔ صخره‌ها، کانال‌ها و آبراهه‌های میان صخره و همین‌طور آبسنگ‌های مرجانی در عمق حدود ۳۵ متر (۱۱۵ فوت) است.

## نگارخانه

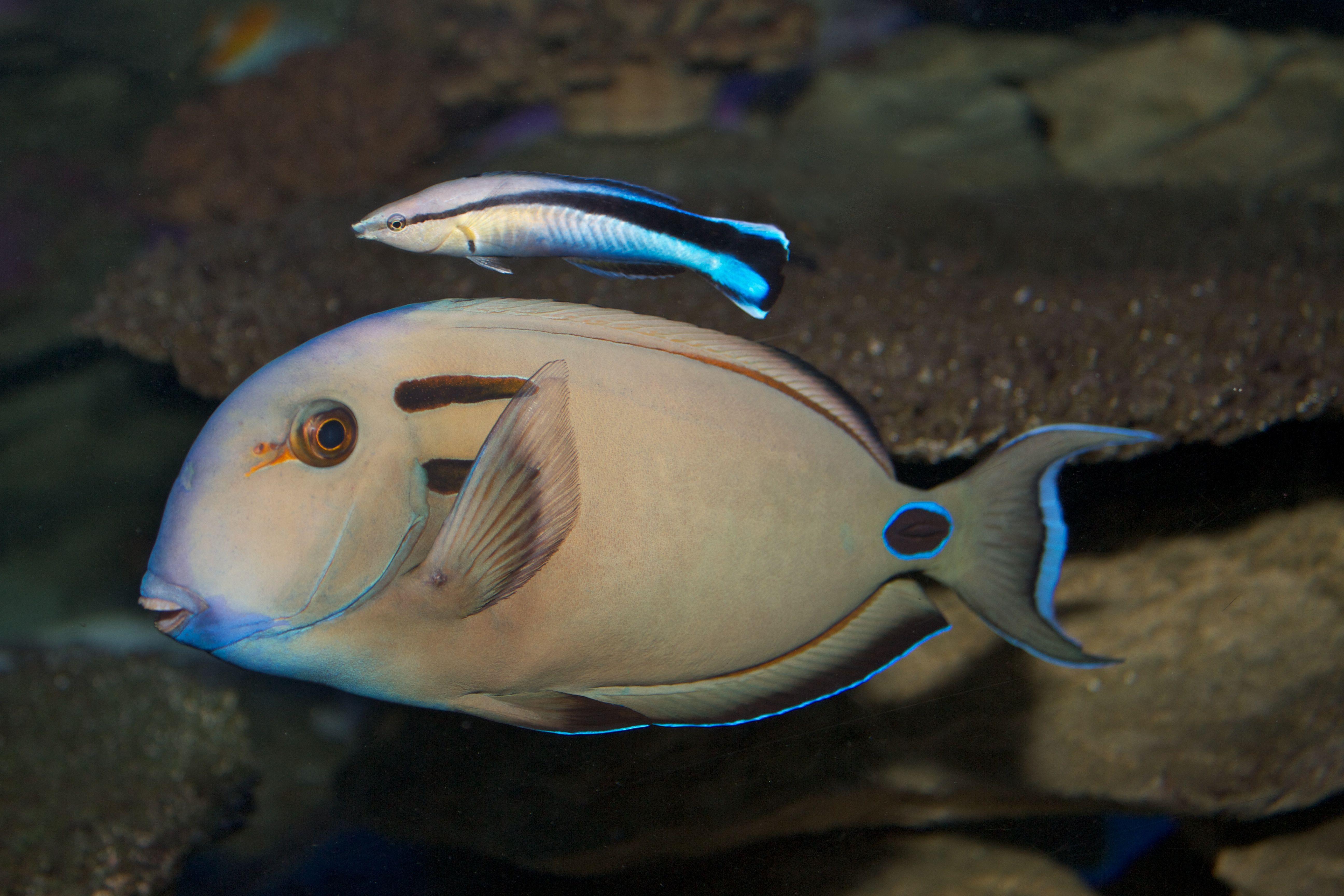
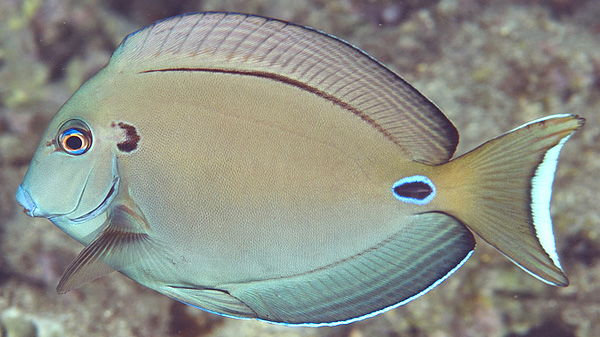
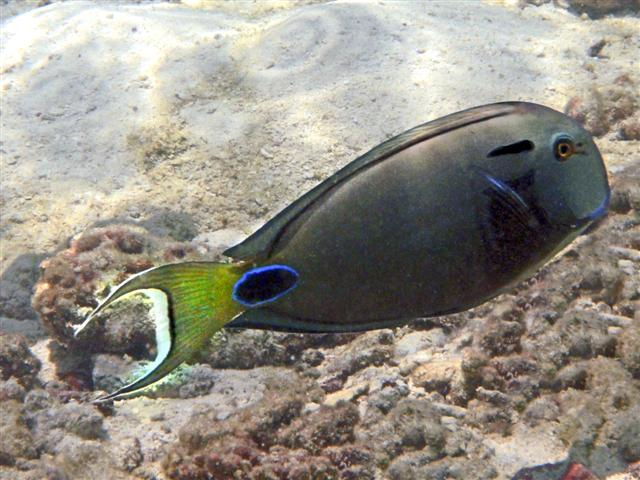
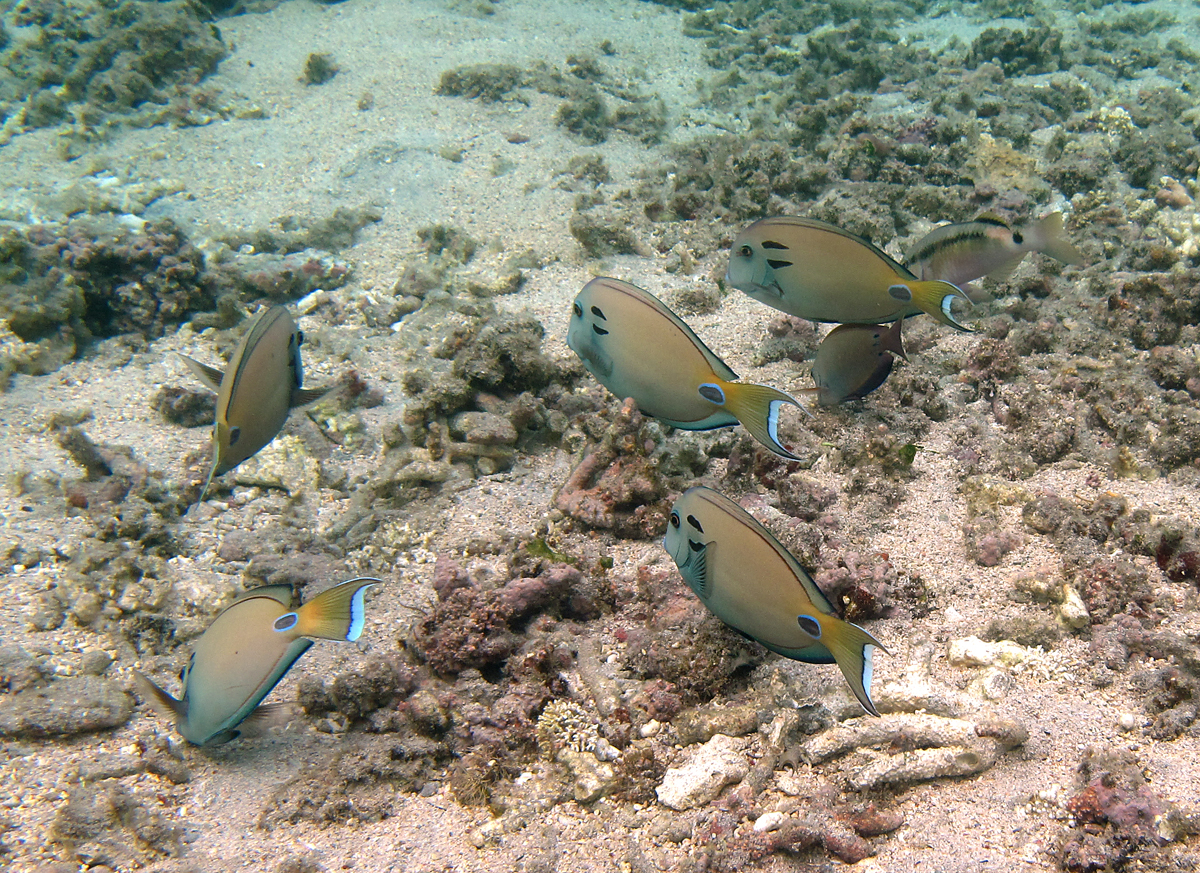